# Anamaria Gavrilă
Anamaria Gavrilă (n. 15 octombrie 1983, Deva, România) este un politician român, președintele Partidului Oamenilor Tineri (POT).

## Biografie
Anamaria Gavrilă s-a născut la Deva, județul Hunedoara. După ce a terminat studiile gimnaziale la Liceul Traian din orașul natal, a obținut licența în Științe Economice la Universitatea de Vest din Timișoara în 2005, deținând și un Master în Finanțe și Investiții Imobiliare la Universitatea din Reading. A locuit apoi în Germania timp de șapte ani, iar în Marea Britanie timp de opt ani, lucrând în sectorul managementului imobiliar. La alegerile locale din 2020 a fost aleasă consilier municipal al municipiului Deva. A fost candidată la funcția de primar al Devei la alegerile locale din 2020 și din 2024. Ea este proprietara unor afaceri.

## Carieră politică
A intrat în Parlament în urma alegerilor legislative din 2020 din partea Partidului AUR. Ulterior, în 2021, a demisionat din acest partid și a înființat Partidul POT în 2022. A fost membră în Adunarea Parlamentară a Consiliului Europei în 2021. La alegerile parlamentare ulterioare, POT a trecut pragul electoral, iar Anamaria Gavrilă a fost realasă ca deputat. Ca deputat, Anamaria Gavrilă face parte din comisiile pentru apărare, ordine publică și siguranță națională, pentru afaceri europene și pentru controlul activității Serviciului de Informații Externe.
Alegerile prezidențiale din 2025

Gavrilă cu Călin Georgescu și George Simion, 1 martie 2025

În martie 2025, după invalidarea candidaturii lui Călin Georgescu, atât Anamaria Gavrilă, cât și George Simion, liderul AUR, și-au anunțat intenția de a candida la alegerile prezidențiale. Cei doi au declarat că, după validarea candidaturilor, unul dintre ei se va retrage pentru a maximiza șansele mișcării suveraniste în scrutinul din mai 2025. Pe 19 martie 2025, Gavrilă, a declarat că se retrage din cursa pentru alegerile prezidențiale. În mai 2025, după alegerile prezidențiale românești din 2025 câștigate de Nicușor Dan, mulți senatori și deputați au părăsit partidul.